# 쿠르차토프 (카자흐스탄)

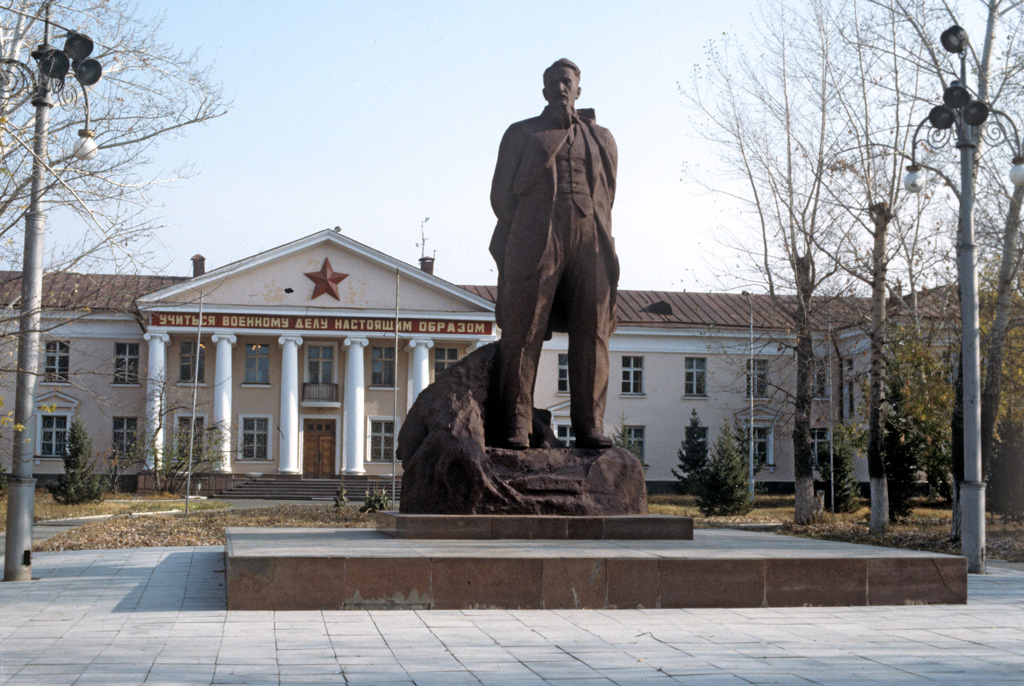

쿠르차토프(카자흐어, 러시아어: Курчатов)는 카자흐스탄 북동부 아바이주(2022년 동카자흐스탄주에서 분리)의 도시로, 도시 이름은 소련의 핵물리학자인 이고리 쿠르차토프에서 유래된 이름이다. 세미팔라틴스크 핵 실험장이 있었기 때문에 이 곳에서 소련의 핵 실험이 진행되었으며 그로 인해 이 도시의 인구가 약 20,000명에서 8,000명으로 감소되었다. 한때 번영을 이룩했던 쿠르차토프(당시에는 세미팔라틴스크-16으로 불림)는 폐쇄 도시가 되었고 소련 측이 자국의 국가 기밀로 여길 정도로 제한된 도시 가운데 하나였다.
이르티시강 남안에 위치하며 차간 강의 합류 지점이기도 하다. 서쪽에 있는 몰다리 마을과 동쪽에 있는 세메이를 연결하는 철도가 지나간다. 쿠르차토프의 핵 관련 시설은 카자흐스탄 원자력 에너지 학회가 관리한다.